# Damian Penaud
Damian Penaud (* 25. září 1996 Brive-la-Gaillarde) je francouzský ragbista hrající na křídle za francouzský klub Bordeaux Bégles a za francouzskou reprezentaci. Má přezdívku Fenomén.
V sezoně 2016-17 vyhrál s klubem Clermont francouzskou ligu. V sezoně 2024/25 se stal vítězem Evropského poháru mistrů s Bordeaux Bégles. Byl zvolen nejlepším hráčem Evropského poháru mistrů (2024/25) a položil 14 pětek, což je rekord soutěže.
V roce 2023 byl světovou ragbyovou asociací zvolen do nejlepší sestavy roku. V roce 2021 v zápase Six Nations 2021 položil pětku, která byla vyhlášena nejlepší pětkou roku. Ve stejném roce pomohl své zemi porazit po 12 letech Nový Zéland.
S reprezentací vyhrál Six Nations v roce 2022 a 2025. V roce 2022 položil společně s Irem Lowem a spoluhráčem Villièrem nejvíce pětek (3). Na následujícím ročníku Pohárů 6 národů položil sám nejvíce pětek (5).
Zúčastnil se MS 2019 a MS 2023. Na svém druhém světovém šampionátu položil nejvíce pětek ve skupinové fázi na turnaji (6). 